# جورج ويب (لاعب كريكت)
جورج ويب (23 أكتوبر 1857 - 26 ديسمبر 1931) (بالإنجليزية: George Webb)‏ هو لاعب كريكت بريطاني وبريطاني (وحمل سابقاً جنسية المملكة المتحدة لبريطانيا العظمى وأيرلندا).

## وصلات خارجية
- جورج ويب على موقع إي آس بي آن كريك إنفو (الإنجليزية)